# 소니 엑스페리아 Z5
소니 엑스페리아 Z5는 소니 모바일 커뮤니케이션에 의해서 개발된 제4세대 이동 통신 시스템 대응의 안드로이드 탑재 단말이다. 2015년 9월 2일에 독일에서 개최된 컨슈머 일렉트로닉스 쇼에서 발표되었다. 10월 1일에 영국과 대만에 발매 이후 세계 각국에서 판매되어 일본에서는 10월 29일에 각 캐리어에서 발매되었다.
제조 번호는 E6603, E6653, E6633, E6683, SO-01H, SOV32, 501SO.
일본에서는 KDDI·오키나와 셀러 전화 연합 (이하 au)과 NTT 도코모, 소프트뱅크 모바일에서 발매되고 있다. 캐리어마다의 개별의 정보는
- 도코모 - SO-01H
- au - SOV32
- 소프트뱅크 - Xperia Z5 (SoftBank)

를 참조.

## 개요
Xperia Z5는 Z 시리즈의 최신작으로, 새롭게 지문 인증에 대응했다.
디스플레이는 5.2인치 FHD의 IPS 방식 액정. SoC는 Snapdragon 810을 탑재해, 3GB의 메모리와 32GB의 ROM를 탑재하고 있다. 카메라의 이미지 센서는 이면 조사형 CMOS의 Exmor R for mobile이 되고 있어 배면 카메라가 23메가픽셀, 전면이 5.1메가픽셀이다. 비디오는 4K로의 촬영에 대응하고 있다. 감도는 ISO 12800까지 대응하고 있다. 또, 세계 최고 속도의 0.03초라는 오토 포커스에 대응하고 있다. 또 하이레조 음악 재생에 대응해, 노이즈 캔슬 기능도 종래대로 대응해, 하이레조와 노이즈 왈가닥 셀링의 동시 사용에 대응하고 있다. 종래의 음원으로는 DSEE HX가 이용할 수 있다.

## 같이 보기
- 소니 모바일 커뮤니케이션
- 소니 엑스페리아
  - 소니 엑스페리아 Z 시리즈